# Las Zocas
Las Zocas es uno de los barrios de población que conforman el municipio de San Miguel de Abona, en la isla de Tenerife —Canarias—.

## Características
Situado a unos cuatro kilómetros al sur del casco de San Miguel, a una altitud media de 278 m s. n. m.
El barrio cuenta con el Centro de Educación Infantil Bethencourt Alfonso, el Centro de Educación Infantil y Primaria Juan Bethencourt Alfonso, el Instituto de Enseñanza Secundadria San Miguel, con el polideportivo municipal Aarón Donate González y el campo municipal de fútbol Juanito Marrero, un tanatorio municipal, una ermita dedicada a San Esteban, los centros culturales Las Zocas y Manolo Padilla Díaz, parques infantiles y plazas públicas, una gasolinera, así como con bares, restaurantes y otros comercios.
En su paisaje destaca la Montaña Chimbesque, un cono volcánico de origen estromboliano formado por piroclastos basálticos.

## Historia
Las Zocas ya aparece a mediados del siglo xix como pequeño caserío, siendo descrito por Pedro de Olive en su Diccionario estadístico-administrativo de las Islas Canarias de la siguiente manera:

ZOCAS. (LAS) Caserío situado en término jurisdiccional de San Miguel, (...). Dista de la cabeza del distrito municipal 1 kilómetro 251 metros, y lo componen 19 edificios de un piso y 1 de dos, habitados 16 constantemente por 16 vecinos 92 almas y 21 inhabitados.
Pedro de Olive, 1865.

La ermita de San Esteban, construida en 1975, fue elevada al rango de parroquia el 25 de abril de 2003 por el obispo Felipe Fernández García.

## Demografía
| Año        | 2000 | 2001 | 2002 | 2003 | 2004 | 2005 | 2006 | 2007 | 2008 | 2009 | 2010 | 2011 | 2012 | 2013 | 2014 |
| ---------- | ---- | ---- | ---- | ---- | ---- | ---- | ---- | ---- | ---- | ---- | ---- | ---- | ---- | ---- | ---- |
| Habitantes | 778  | 794  | 788  | 799  | 814  | 826  | 830  | 848  | 868  | 907  | 904  | 912  | 922  | 904  | 900  |

## Comunicaciones
Se accede al barrio principalmente a través de la carretera a Los Abrigos TF-65 y por la carretera de de Charco del Pino a Las Zocas TF-647.

### Transporte público
En autobús —guagua— queda conectado mediante la siguiente línea de TITSA:
| Línea | Trayecto                           | Recorrido     |
| ----- | ---------------------------------- | ------------- |
| 484   | Granadilla de Abona - Las Galletas | Horario/Línea |